# Dora (cantante)
Dora (in russo Дора?), pseudonimo di Dar'ja Sergeevna Šichanova (in russo Дарья Сергеевна Шиханова?; Saratov, 30 novembre 1999), è una cantante russa.

## Biografia
Originaria di Saratov, da piccola amava la musica pop e ha citato When You're Gone di Avril Lavigne e If I Were a Boy di Beyoncé come canzoni preferite. Ha successivamente provato a prendere lezioni di chitarra classica, che tuttavia non ha più frequentato dopo averle trovate «noiose» e «poco interessanti».
Ha conquistato il grande pubblico grazie al primo album in studio Mladšaja sestra, pubblicato nel 2019, che è divenuto uno dei dischi di maggior successo su VK Muzyka, la seconda principale piattaforma streaming russa, nel corso dell'anno seguente.
Nel 2020 è stato messo in commercio il secondo disco dell'artista, Bože, chrani k'jut-rok, che è stato anticipato dall'estratto Vtjurilas'. Grazie a quest'ultimo ha ottenuto la sua prima entrata nella classifica radiofonica russa della Tophit. Il disco è stato promosso da una tournée con date in Russia, Bielorussia e Ucraina, e il successo ottenuto dall'album è stato sufficiente a rendere la cantante la seconda artista femminile più riprodotta su Spotify, dietro soltanto a Billie Eilish, in territorio russo nel corso del 2020, in seguito al suo lancio avvenuto nel mese di luglio. Discorso analogo in Bielorussia.
Nel febbraio 2022 ha visto il suo primo posizionamento nella Russia Songs con Barbisajz al 19º posto, singolo tratto dal terzo disco Miss.

## Discografia

### Album in studio
- 2019 – Mladšaja sestra
- 2020 – Bože, chrani k'jut-rok
- 2022 – Miss
- 2024 – Lovesongs

### EP
- 2019 – Ja ne kommercija

### Singoli
- 2018 – Mne pusto
- 2019 – Počemu
- 2019 – Bez radosti v glazach
- 2019 – Ja vsegda budu rjadom
- 2019 – Ja ne rugajus' matom, č. 1
- 2019 – Razletajus'
- 2019 – Na skejte
- 2019 – Doradura
- 2020 – Esli chočeš'
- 2020 – Pošlju ego na...
- 2020 – Ne ispravljus' (con Maybe Baby)
- 2020 – Vtjurilas'
- 2020 – Osen' p'janaja
- 2021 – Ne igra
- 2021 – Kuda uchodit detstvo
- 2021 – San Laran (con Platina)
- 2021 – Barbisajz (con Maybe Baby)
- 2022 – Loverboy
- 2022 – Kapli (con OG Buda)
- 2022 – Ja bojus' ljudej
- 2023 – Papik (con Yanix)
- 2024 – Zavisima
- 2024 – Lučše tebja
- 2025 – Ëk

### Collaborazioni
- 2021 – Cayendo (T-Fest feat. Dora)